# La caída de Gondolin
«La caída de Gondolin» es un relato del escritor británico J. R. R. Tolkien, publicado de forma póstuma por su tercer hijo y principal editor, Christopher Tolkien, en el segundo volumen de La historia de la Tierra Media: El libro de los cuentos perdidos 2. Narra la destrucción del reino ficticio de Gondolin a manos de los ejércitos del vala oscuro Morgoth y finaliza con la llegada de los supervivientes a la desembocadura del río Sirion, donde establecen su nuevo asentamiento.
J. R. R. Tolkien escribió la primera versión de «La caída de Gondolin» en 1917, cuando se encontraba de baja en Great Haywood a causa de una enfermedad contraída durante su servicio en la Primera Guerra Mundial. Supuso la primera historia en prosa del legendarium creado por el autor y en ella aparecieron por primera vez personajes que serían conservados hasta su última versión publicada en El Silmarillion, como Turgon, Tuor, Idril o Glorfindel, y otros que ya habían sido creados anteriormente, como Eärendil. El biógrafo del autor, Humphrey Carpenter, señaló que dicha historia era totalmente una invención suya y que tan sólo se podían apreciar ciertas influencias superficiales en ella, como su experiencia en la Batalla del Somme y el estilo de escritura de William Morris.